# Fox Point
Fox Point és una població dels Estats Units a l'estat de Wisconsin. Segons el cens del 2000 tenia 7.012 habitants.

## Demografia
Segons el cens del 2000, Fox Point tenia 7.012 habitants, 2.825 habitatges, i 1.988 famílies. La densitat de població era de 927,2 habitants per km².
Dels 2.825 habitatges en un 30,6% hi vivien nens de menys de 18 anys, en un 62,4% hi vivien parelles casades, en un 6,1% dones solteres, i en un 29,6% no eren unitats familiars. En el 27,3% dels habitatges hi vivien persones soles el 13,8% de les quals corresponia a persones de 65 anys o més que vivien soles. El nombre mitjà de persones vivint en cada habitatge era de 2,39 i el nombre mitjà de persones que vivien en cada família era de 2,93.
Per edats la població es repartia de la següent manera: un 23,9% tenia menys de 18 anys, un 6,1% entre 18 i 24, un 22,9% entre 25 i 44, un 27% de 45 a 60 i un 20% 65 anys o més.
L'edat mediana era de 44 anys. Per cada 100 dones de 18 o més anys hi havia 84,9 homes.
La renda mediana per habitatge era de 80.572 $ i la renda mediana per família de 94.348 $. Els homes tenien una renda mediana de 77.850 $ mentre que les dones 38.500 $. La renda per capita de la població era de 48.469 $. Aproximadament l'1,8% de les famílies i el 2,8% de la població estaven per davall del llindar de pobresa.

## Poblacions més properes
El següent diagrama mostra les poblacions més properes.